# كيف تدفع ثمن الحرب
كيف تدفع ثمن الحرب: خطة راديكالية لوزير الخزانة (بالإنجليزية: How to Pay for the War: A Radical Plan for the Chancellor of the Exchequer)‏ هو كتاب لجون مينارد كينز نُشر عام 1940 بواسطة شركة ماكميلان وشركاه المحدودة وهو تطبيق للتفكير والمبادئ الكينزية لمشكلة اقتصادية عملية.

## ملخص
يصف جون ماينارد كينز في كتابه إستراتيجية الاقتصاد الكلي وكيف يمكن لبريطانيا والتي عدد سكانها في ذلك الوقت 40 مليون نسمة أن تشنّ حرباً طويلة ضد ألمانيا البالغ عدد سكانها 80 مليون نسمة. نتيجة لذلك كانت الخطوة الأولى التي اتخذتها بريطانيا لشن حرب فعالة ضد ألمانيا هي تعبئة جميع مواردها من أجل الإنتاج. لذلك فإن الفصلين الأولين من الكتاب هما تبرير الحاجة إلى التوظيف الكامل والفصل الثالث هو قدرة الإنتاج لدينا والدخل القومي ويناقش دليل لتحقيق التوظيف الكامل.
ومع ذلك أكد كينز أن موارد بريطانيا حتى في حالة التوظيف الكامل لن تكفي لشن حرب ضد ألمانيا. قداخلياً ستحتاج بريطانيا إلى زيادة الإنتاج مع تقليل الاستهلاك وتحويل الموارد إلى المجهود الحربي، وخارجياً سيتعين على بريطانيا أن تكون قادرة على الاعتماد على موارد أكثر مما هو متاح داخلياً مما يؤدي إلى عجز كبير في حال لم يستطعحلفائُها إمداداها. الفصول من الرابع إلى العاشر والملاحق من الثاني إلى الرابع مخصصة لتدابير تخصيص الموارد للجهود الحربية مع التحكم في الأسعار وتقليل الاستهلاك في زمن الحرب.
حدد كينز خطة للأجور المؤجلة والتي شُريعت جزئياً في ميزانية وزير الخزانة هوارد كينغسلي وود، وأصبح الأجر المؤجل نظام ائتمانات بعد الحرب يُسددّ تدريجياً وبتسهيلات كبيرة.
كرس كينز الكثير من الاهتمام لضوابط الأسعار واقترح عدداً من التدابير للسيطرة على التضخم بما في ذلك الأجور المؤجلة والمدخرات القسرية. بشكل عام فالكتاب في معضم أجزائه مخصص لمشاكل تخصيص الموارد والتحكم في الأسعار.
الكتاب هو تمرين في الاقتصاد الكلي الكينزي وهو مثال رئيسي للتحليل الكينزي والتقنية الكينزية.